# Saint-Pierre-du-Jonquet
 Saint-Pierre-du-Jonquet  es una población y comuna francesa, situada en la región de Baja Normandía, departamento de Calvados, en el distrito de Caen y cantón de Troarn.

## Demografía
| 133 | 143 | 138 | 143 | 146 | 155 |
| Para los censos de 1962 a 1999 la población legal corresponde a la población sin duplicidades (Fuente: INSEE [Consultar]) |     |     |     |     |     |